# 이천제일고등학교 축구부
이천제일고등학교 축구부는 경기도 이천시에 위치한 이천제일고등학교의 축구부이다. 이천제일고등학교가 운영하는 축구부로 1983년에 창단 됐었다.

## 참고 문헌
- “KFA 통합경기정보 시스템”. 대한축구협회.

## 같이 보기
- 이천제일고등학교